# Every Teardrop Is a Waterfall
«Every Teardrop Is a Waterfall» —en español: «Cada lágrima es una cascada»— es el primer sencillo de la banda británica Coldplay para su quinto álbum de estudio, Mylo Xyloto del año 2011. Fue lanzado el 3 de junio de 2011 como descarga digital, excepto en el Reino Unido, donde fue lanzado el 5 de junio del mismo año. «Every Teardrop Is a Waterfall» contiene elementos de la canción de 1976 «I Go to Rio» escrita por Peter Allen y Adrienne Anderson. La canción hizo su debut en las radios y fue presentada por primera vez en el festival Rock Am Ring del año 2011, en la ciudad de Núremberg, Alemania.
Al momento de su estreno alcanzó la posición número 29 en la Billboard Hot 100 de Estados Unidos, vendiendo 85.000 copias en su primera semana, y desde entonces, subió hasta la posición número 14. La canción debutó en el puesto 71 en Chile. Desde su lanzamiento, la canción ha vendido más de 2.076.000 copias a nivel mundial. La canción fue utilizada al comienzo de los premios MTV Europe Music Awards 2011 realizados en Belfast, Irlanda del Norte el 6 de noviembre de 2011. También fue nominada a los Premios Grammy de 2012, en la categoría de Mejor Interpretación Rock y a Mejor Canción de Rock.

## Antecedentes y composición
Cuando la canción fue lanzada por primera vez en el canal de Coldplay en YouTube, hubo muchos comentarios negativos en la respectiva sección, diciendo que era un plagio de «Ritmo de la Noche», del grupo belga Mystic (popularizada en Latinoamérica por el grupo argentino The Sacados) o la canción «I Go to Rio» de Peter Allen. Sin embargo, tras el lanzamiento de la canción, se indicó en el sitio web de Coldplay que la canción sí contenía elementos de «I Go to Rio», escrita por Peter Allen y Adrienne Anderson. "The Oracle" —la sección de preguntas y respuestas de la página oficial de Coldplay— respondió el 9 de junio de 2011 a una pregunta formulada en relación con la inspiración y colaboración de la canción:

No creo que la gente esté comprendiendo bien la composición de la canción. Sólo para aclarar: Chris se inspiró para escribir «Every Teardrop is a Waterfall» después de escuchar algunos acordes en la escena del club nocturno que aparece en la película Biutiful (2010) de Alejandro González Iñárritu. Los acordes en la película forman parte de una pista basada en «I Go To Rio», escrita por Peter Allen y Adrienne Anderson, y lanzada por Peter Allen en 1976. Si miras en un video en Youtube, escucharás los acordes. Para quienes preguntan si «Ritmo de la Noche», por The Sacados, debiera figurar en los créditos, la respuesta es "no". Primeramente, porque esta última es una versión de la canción de Chocolate, del mismo nombre, quienes hicieron el sample de «I Go To Rio». Además, ambos surgieron en 1990, así que debieron haber puesto en los créditos a Peter & Adrienne.
The Oracle

No es la primera vez que Coldplay ha usado samples para escribir una nueva canción, pues ya había usado un motivo de Kraftwerk para el sencillo «Talk» del álbum X&Y.

## Vídeo Musical

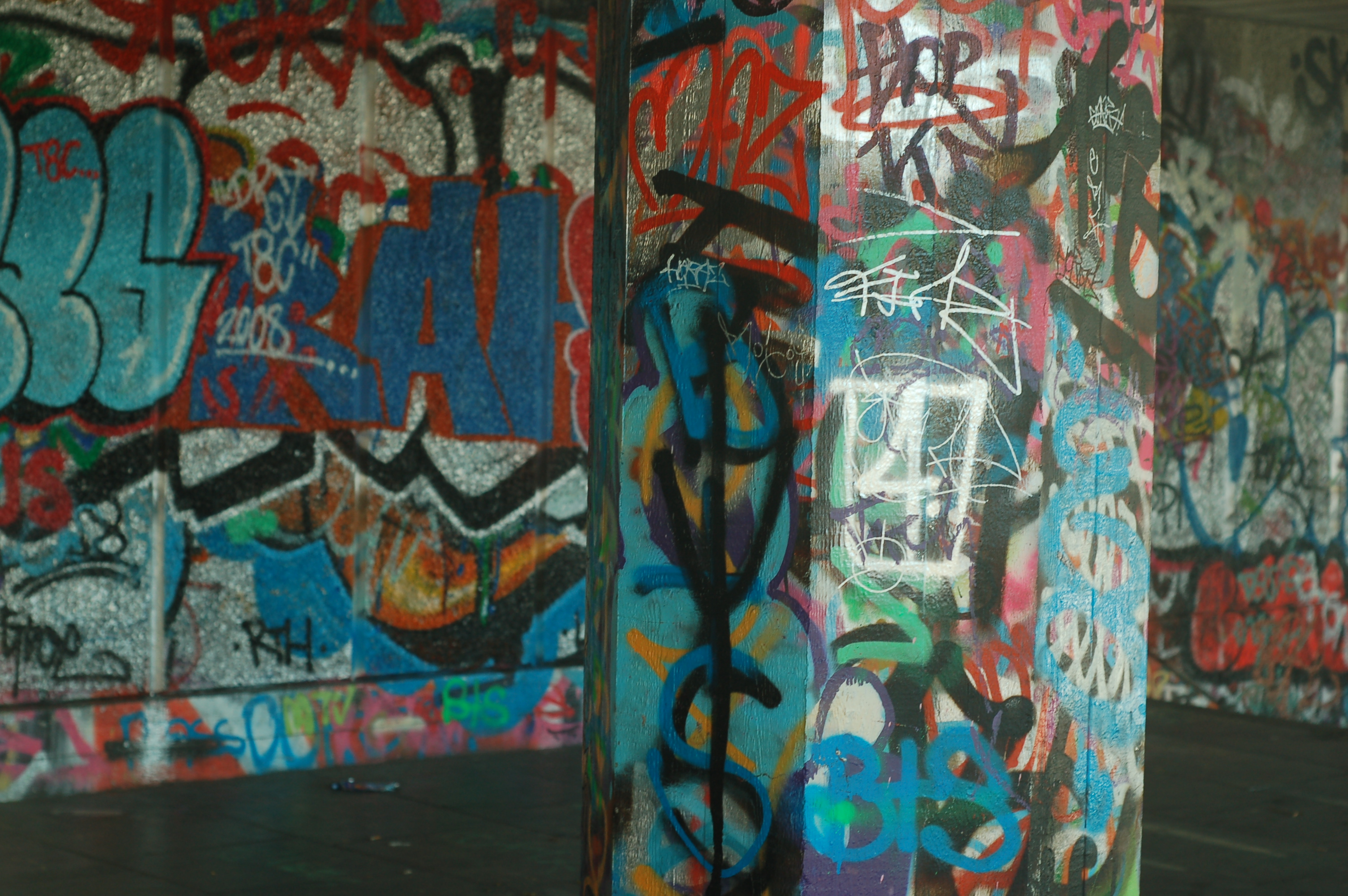
En gran parte del vídeo musical se utilizan grafitis coloridos.

El vídeo fue lanzado al público el 28 de junio de 2011. En él se muestra a la banda tocando en diversos escenarios rociados y pintados con grafitis de diversos colores. El vídeo fue filmado entre el 14 y el 15 de junio de 2011 en Millennium Mills, al este de Londres, aunque al comienzo se muestra el centro de la ciudad de Los Ángeles. En gran parte del vídeo se utiliza la técnica del stop motion y fue dirigido por Mat Whitecross, quien ha trabajado con la banda desde 1999 y fue el responsable de los vídeos de «Lovers in Japan» y «Christmas Lights», entre otros.
El vídeo recibió comentarios positivos de los críticos, que señalaron su colorido visual.

«El vibrante y colorido vídeo encaja bien con la canción, que tiene una energía delicada y excitada y con la clase de letra optimista y romántica que han hecho de Coldplay una de las bandas que más gustan a las masas.». Rolling Stone, 29 de junio de 2011

«El vídeo prueba que los chicos están tan interesados en ampliar los límites con sus vídeos como lo están con su música». New York Post, 29 de junio de 2011

## Listado de canciones
| Descarga Digital |                                 |          |  |
| N.º              | Título                          | Duración |  |
| 1.               | «Every Teardrop Is A Waterfall» | 4:03     |  |

| CD  |                                 |          |  |
| N.º | Título                          | Duración |  |
| 1.  | «Every Teardrop Is A Waterfall» | 4:03     |  |
| 2.  | «Major Minus»                   | 3:30     |  |

| 7" Vinyl |                                 |          |  |
| N.º      | Título                          | Duración |  |
| 1.       | «Every Teardrop Is A Waterfall» | 4:03     |  |
| 2.       | «Moving To Mars»                | 4:18     |  |

| Digital EP |                                 |          |  |
| N.º        | Título                          | Duración |  |
| 1.         | «Every Teardrop Is A Waterfall» | 4:02     |  |
| 2.         | «Major Minus»                   | 3:30     |  |
| 3.         | «Moving To Mars»                | 4:18     |  |

| CD Promocional |                                              |          |  |
| N.º            | Título                                       | Duración |  |
| 1.             | «Every Teardrop Is A Waterfall» (Radio Edit) | 3:31     |  |

| Live From Glastonbury 2011 |                                                              |          |  |
| N.º                        | Título                                                       | Duración |  |
| 1.                         | «Every Teardrop Is A Waterfall» (Live From Glastonbury 2011) | 4:38     |  |

| Remixes |                                                                       |          |  |
| N.º     | Título                                                                | Duración |  |
| 1.      | «Every Teardrop Is A Waterfall» (Avicii's Tour Mix)                   | 6:30     |  |
| 2.      | «Every Teardrop Is A Waterfall» (Swedish House Mafia Remix)           | 6:47     |  |
| 3.      | «Every Teardrop Is A Waterfall» (We Don't Belong In Pacha Club Remix) | 7:15     |  |

## Desempeño en las listas
| País (2011)                               | Mejor posición |
| ----------------------------------------- | -------------- |
| Alemania (Media Control AG)               | 28             |
| Australia (ARIA)                          | 14             |
| Austria (Ö3 Austria Top 40)               | 21             |
| Bélgica (Ultratop 50 Flandes)             | 4              |
| Bélgica (Ultratop 40 Valonia)             | 3              |
| Brasil - Billboard Brasil Hot 100         | 44             |
| Brasil - Billboard Brasil Hot Pop         | 17             |
| Canadá (Canadian Hot 100)                 | 9              |
| Corea del Sur (GAON International Chart)  | 1              |
| Dinamarca (Hitlisten)                     | 8              |
| España (PROMUSICAE)                       | 4              |
| Estados Unidos (Billboard Hot 100)        | 14             |
| Finlandia (Mitä hittiä)                   | 16             |
| Francia (SNEP)                            | 20             |
| Países Bajos (Mega Single Top 100)        | 1              |
| Irlanda (IRMA)                            | 14             |
| Italia (FIMI)                             | 3              |
| Japón (Japan Hot 100)                     | 6              |
| Noruega (VG-lista)                        | 8              |
| Nueva Zelanda (RIANZ)                     | 13             |
| Polonia (ZPAV)                            | 8              |
| Portugal (AFP)                            | 3              |
| Reino Unido (The Official Charts Company) | 6              |
| Suecia (Sverigetopplistan)                | 54             |
| Suiza (Schweizer Hitparade)               | 6              |

## Certificaciones
| País           | Organismo certificador | Certificación | Simbolización | Ref.   |
| -------------- | ---------------------- | ------------- | ------------- | ------ |
| Australia      | ARIA                   | Oro           | ●             | [ 44 ] |
| Bélgica        | IFPI — Bélgica         | Oro           | ●             | [ 45 ] |
| Italia         | FIMI                   | Oro           | ●             | [ 46 ] |
| Reino Unido    | BPI                    | Platino       | ▲             | [ 47 ] |
| Estados Unidos | RIAA                   | Oro           | ●             | [ 48 ] |

## Créditos y recepción
- Guy Berryman: compositor
- Jonny Buckland: Compositor
- Will Champion: Compositor
- Chris Martin: Compositor y voz
- Peter Allen: Compositor
- Adrienne Anderson: Compositor
- Markus Dravs: Productor
- Dan Green: Productor y mezclador
- Rik Simpson: Productor y mezclador
- Mark Stent: Mezclador
- Davide Rossi: Instrumentos de cuerda
- Jon Hopkins: Programación adicional
- Brian Eno: Composición adicional

Créditos adaptados a partir de las notas de «Every Teardrop Is a Waterfall».